# HD 22316
HD 22316，又名BD+56 826，SAO 24133、HR 1094，是一颗恒星，视星等为6.3，位于銀經144.23，銀緯1.13，其B1900.0坐标为赤經3h 30m 27.9s，赤緯+56° 1.13′ 12″。